# Conférence de Montréal de 2005 sur les changements climatiques
Pour les articles homonymes, voir COP 11.
La Conférence de Montréal de 2005 sur les changements climatiques est la 11e Conférence des parties (désignée COP 11) organisée par  l'Organisation des Nations unies pour le Climat et réunissant les pays signataires de la Convention-cadre des Nations unies sur les changements climatiques (CCNUCC). Elle constitue également la première session de la réunion des parties du Protocole de Kyoto (CMP 1 ou MOP 1, selon les sources). Elle s'est tenue du 28 novembre au 9 décembre 2005 à Montréal au Canada.

## Organisation et déroulement

### Manifestations extérieures à la conférence
Une grande manifestation de soutien à la lutte contre le réchauffement climatique réunissant plusieurs milliers de personnes se tient en marge de la conférence dans les rues de Montréal. Parallèlement des représentants de plusieurs groupes environnementaux américains présentent, devant le consulat américain à Montréal, une pétition signée par plus de 600 000 personnes pressant les États-Unis de s'engager dans la lutte contre le réchauffement climatique

## Décisions
53 décisions sont prises lors de cette conférence : 17 décisions sont adoptées par la COP 11 et 36 par la COP 2 mais les résultats ne sont pas à la hauteur des enjeux, les tentatives d'enrôler les États-Unis et les puissances émergentes, comme la Chine et l'Inde, dans une lutte commune contre les émissions de gaz à effet ayant échoué.
Les États-Unis ont en effet réitéré leur hostilité à tout engagement contraignant dans le cadre du protocole de Kyoto. Ils ont été suivis par l'Arabie saoudite, qui craint d'être pénalisée par les politiques de réduction des émissions de gaz carbonique (CO2), provenant en bonne part de l'utilisation des énergies fossiles comme le pétrole, le gaz et le charbon.
Malgré tout la conférence débouche sur des avancées avec en particulier un renforcement du protocole de Kyoto : adoption d'un système d'« observance » des réductions d'émissions de gaz à effet de serre, création d'un fonds pour l'adaptation des pays pauvres et montée en puissance des mécanismes de développement « propre ». Ceux-ci permettent aux pays et entreprises soumis à des quotas d'émissions de les respecter en investissant dans des technologies économes en énergie dans les pays pauvres. De même n'est pas négligeable l'accord de principe obtenu entre l'Union européenne, le Japon, le Canada et le groupe des 77 (dont la Chine et l'Inde) pour lancer un processus de réflexion et de dialogue sur les suites à donner au protocole de Kyoto, sans pour autant s'engager encore dans un processus de négociations.